# Téléthonine
La téléthonine, ou Tcap, est une petite protéine musculaire qui intervient dans le fonctionnement des tubules T, assure la stabilité mécanique des sarcomères en association avec la titine, et joue également un rôle dans l'apoptose. Chez l'homme, elle compte 167 résidus d'acides aminés, pour une masse de 19 kDa, et est codée par le gène TCAP, situé sur le chromosome 17,. Elle est exprimée dans le myocarde et dans les muscles squelettiques. Elle est associée à certaines maladies graves telles que la dystrophie musculaire des ceintures, la cardiomyopathie hypertrophique, la cardiomyopathie dilatée et diverses cardiomyopathies idiopathiques.

## Structure et fonctionnement
La téléthonine présente une structure en feuillets β particulière, qui permet des associations antiparallèles avec la titine des domaines Z1-Z2 des muscles cardiaques et squelettiques. L'analyse structurelle de téléthonine en interaction avec l'extrémité N-terminale de la titine montre que l'extrémité C-terminale de la téléthonine joue un rôle déterminant dans la dimérisation de complexes téléthonine-titine pour former des structures oligimériques d'ordre supérieur. On pense que la téléthonine est indispensable à l'assemblage des sarcomères. On ne la trouve que dans les myofibrilles parvenus à maturité, au niveau des bandes Z.

## Pathologies
Les mutations du gène TCAP sont associées à la dystrophie musculaire des ceintures de type G2, à la cardiomyopathie hypertrophique,,, à la cardiomyopathie dilatée,, à des cardiomyopathies idiopathiques et à des maladies du muscle lisse gastro-intestinal.
Les mutations Thr137Ile et Arg153His — c'est-à-dire le changement du résidu de thréonine 137 en isoleucine et du résidu d'arginine 153 en histidine — sont associées à la cardiomyopathie hypertrophique, avec accroissement des interactions entre la téléthonine et la titine et la protéine MYOZ2 (en). La mutation Glu132Gln est, quant à elle, associée à la cardiomyopathie dilatée, avec cette fois diminution des interactions entre la téléthonine et la titine et la protéine MYOZ2. Les mutations de la titine associées aux cardiomyopathies dilatées, y compris la Val54Met, empêchent également la liaison de la titine avec la téléthonine.